# Свети Павел (Бер)
Вижте пояснителната страница за други значения на Свети Павел.
„Свети Павел“, известна като Старата митрополия (на гръцки: Άγιος Παύλος, Παλαιά Μητρόπολη), е православна църква, по-късно обърната в мюсюлмански храм в южномакедонския град Бер (Верия), Гърция.

## Местоположение
Църквата е разположена на главната улица „Кендрики“. 

## История
Построена е в XI век, между 1070 и 1080 година, от митрополит Никита като епископска катедра според надписа над западния вход. Църквата е една от най-големите в на Балканите от средновизантийския период. Представлява трикорабна базилика с дървен покрив, която следва дизайна на „Свети Димитър“ в Солун. В сегашния вид не е запазен южният кораб. Наосът е свързан с притвора с тривилон. На изток завършва с полукръгла апсида. Запазени са част от стенописите, изработени в 1215/16 - 1224/25, когато градът е под управлението на Теодор Комнин, и смятани за едни от най-важните за периода. Запазени са и стенописи от края на XIII – началото на XIV век, може би малко преди 1320 година, които също са сред най-добрите образци на Палелоговия ренесанс.
След османското завоевание в 1433 година, архиепископ Арсений е обесен пред църквата, а храмът е превърнат от завоевателя Муса Челеби в джамия наречена Атик, Султан Мурад Хюдавендигар или Хюнкар джамия (на турски: Âtik, Sultan Murad Hüdâvendigâr, Hünkâr Camii). През османския период е добавено високо минаре от дялан камък и тухла, днес наполовина разрушено, и портик.
В 1924 година църквата е обявена за паметник на културата.
- Стенописи